# Aquarela do Brasil
„Aquarela do Brasil” este una dintre cele mai populare cântece braziliene din toate timpurile, scrisă de compozitorul din Minas Gerais , Ary Barroso, în 1939. Samba a fost înregistrată pentru prima dată de partenerul său Francisco Alves,  și mai târziu de diverși artiști, de la Carmen Miranda la Frank Sinatra, inclusiv João Gilberto, Caetano Veloso, Tim Maia, Gal Costa, Erasmo Carlos și Elis Regina .  Iată versurile originale:

| Brasil, meu Brasil Brasileiro, Meu mulato inzoneiro, Vou cantar-te nos meus versos: O Brasil, samba que dá, Bamboleio, que faz gingar; O Brasil do meu amor, Terra de Nosso Senhor. Brasil!... (Brasil!) Prá mim!... (Prá mim!...) Ô, abre a cortina do passado; Tira a mãe preta do cerrado; Bota o rei congo no congado. Brasil!... (Brasil!) | Deixa cantar de novo o trovador, À merencória à luz da lua, Toda canção do meu amor. Quero ver essa Dona caminhando, Pelos salões, arrastando, O seu vestido rendado. Brasil!... (Brasil!) Prá mim ... (Prá mim!...) Brasil, terra boa e gostosa, Da moreninha sestrosa, De olhar indiferente. O Brasil, verde que dá, Para o mundo admirar. | O Brasil do meu amor, Terra de Nosso Senhor. Brasil!... (Brasil!) Prá mim ... (Prá mim!...) Esse coqueiro que dá coco, Onde eu amarro a minha rede, Nas noites claras de luar. Brasil!... (Brasil!...) Ô! Estas fontes murmurantes, Onde eu mato a minha sede, E onde a lua vem brincar. Ô! Esse Brasil lindo e trigueiro, É o meu Brasil Brasileiro, Terra de samba e pandeiro. Brasil!... (Brasil!...) Prá mim!... (Prá mim!...) |

## Istoric și producție
Piesa "Aquarela do Brasil" a primit acest titlu, deoarece a fost compusă într-o noapte în 1939, când Barroso a fost împiedicat să plece de acasă din cauza unei furtuni abundente. În aceeași noapte, el a compus și „Trei lacrimi” înainte ca ploaia să se termine. 
Înainte de a fi înregistrat „Aquarela do Brasil”, inițial numită „Aquarela Brasileira”, a fost interpretat de baritonul Cândido Botelho în cadrul muzicalului Joujoux e balangandans, un spectacol de caritate sponsorizat de Darcy Vargas, prima doamnă de atunci. Piesa a fost înregistrată inițial de Francisco Alves, cu aranjamente și însoțire de Radamés Gnattali și orchestra sa, și lansată de Odeon Records în același an. De asemenea, a fost înregistrată de Aracy Cortes și, în ciuda popularității cântăreței, melodia nu a reușit, poate pentru că nu se potrivea cu vocea ei. 

## Popularitate
Succesul „Aquarelei do Brasil” a fost lent. În 1940, nu a reușit să se claseze printre primele trei în competiția Carnival Sambas, al cărui juriu a fost prezidat de Heitor Villa-Lobos, cu care Barroso a rupt relațiile, care au fost reluate doar cincisprezece ani mai târziu, când ambii au primit distincția Meritul Național. Succesul a venit doar după includerea sa în filmul de animație Saludos Amigos, lansat în 1942 de Disney Studios. De atunci, piesa a obținut nu numai recunoaștere națională, dar și internațională, devenind prima melodie braziliană cu peste un milion de interpretări la radio american. 
Datorită enormei popularități câștigate în Statele Unite, piesa a primit o versiune în limba engleză a compozitorului Bob Russell, scrisă pentru Frank Sinatra în 1957 . De atunci, a fost interpretat de cântăreți din aproape toate părțile lumii. 
În timpul dictaturii militare (1964-1985), Elis Regina a interpretat ceea ce este poate cea mai întunecată versiune a cântecului, însoțită de un cor care a reprodus cântecele popoarelor indigene din Brazilia . 

## Opinii
Piesa, pentru înălțarea calităților și măreției țării, a marcat începutul mișcării care va deveni cunoscută sub numele de samba-exaltação. Această mișcare, de natură extrem de ufanistă (șovină), a fost văzută de mulți ca fiind favorabilă dictaturii lui Getúlio Vargas, care a generat critici la adresa lui Barroso și a operei sale. Cu toate acestea, familia compozitorului neagă că a fost vreodată în favoarea politicii lui Vargas, menționând că a scris și „Salată mixtă” (înregistrată în octombrie 1938 de Carmen Miranda), o melodie împotriva nazismului și fascismulu al căror simpatizant era Vargas. De remarcat, de asemenea, că, înainte de lansarea sa, Departamentul de Presă și Propagandă (DIP) a cenzurat versul „pământ de samba și tamburină”, pentru că a înțeles că este „depreciativ” pentru Brazilia. Barroso a trebuit să meargă la DIP pentru a-i convinge pe cenzori să păstreze versul. 
O altă critică a operei lui Barroso la acea vreme a fost aceea că a folosit termeni neobișnuiți în viața de zi cu zi, cum ar fi "inzoneiro", "merencória" și "trigueiro" și că a abuzat de redundanță în versurile „Brazilia mea braziliană” și „acest copac de cocos care dă nucă de cocos". Autorul s-a apărat, spunând că aceste expresii sunt efecte poetice indisolubile ale compoziției. În înregistrarea originală, Francisco Alves cântă „mulatru râzând” în loc de „mulato inzoneiro” pentru că nu a înțeles scrisul de mână ilizibil al lui Barroso.

## Înregistrări celebre
- - 1939: Francisco Alves (primeira gravação, feita em 18/08/1939, com arranjos e acompanhamento de Radamés Gnattali e sua Orquestra)
  - 1943: Carmen Miranda em Entre a Loura e a Morena
  - 1957: Frank Sinatra em Come Fly with Me
  - 1958: Bing Crosby em Fancy Meeting You Here
  - 1960: Ray Conniff em Say It with Music (A Touch of Latin)
  - 1963: Paul Anka em Our Man Around the World
  - 1970: Antonio Carlos Jobim em Stone Flower
  - 1970: Erasmo Carlos em Erasmo Carlos & Os Tremendões
  - 1974: Made in Brazil em Made in Brazil
  - 1974: Wilson Simonal - Full Album / Vinilo completo - 1974
  - 1975: Elis Regina em A Arte de Elis Regina
  - 1976: Chet Atkins em Guitar Monsters
  - 1980: João Gilberto em Brasil
  - 1980: Gal Costa em Aquarela do Brasil
  - 1980: Simone em Ao Vivo
  - 1985: Cláudya em Luz da Vida (Ao Vivo)
  - 1987: Ney Matogrosso em Pescador de Pérolas
  - 1988: Emílio Santiago em Aquarela Brasileira Vol. 1
  - 1990: Harry Belafonte em Around the World with the Entertainers
  - 1991: Deborah Blando em A Different Story
  - 1995: Tim Maia em Nova Era Glacial
  - 1995: Dionne Warwick em Aquarela do Brazil
  - 1997: Pink Martini em Sympathique
  - 1998: Vengaboys em To Brazil
  - 2000: Daniel Barenboim em Brazilian Raphsody
  - 2002: Metrô em Déjà Vu
  - 2004: Martinho da Vila em Apresenta Mané do Cavaco
  - 2005: Arcade Fire em Rebellion (Lies) (Lado B)
  - 2005: Daniela Mercury em Balé Mulato
  - 2005: Plácido Domingo em Lo Essencial de
  - 2006: Beirut em Live at The Flying Anvil

- 1940: Portocaliu al Chinei
- 1942: Acuarela din Brazilia
- 1942: Saludos Amigos (segmentul de acuarelă din Brazilia )
- 1943: Între blonde și brunete
- 1943: Gals, Incorporated
- 1943: Știința populară
- 1944: Cei trei caballeri
- 1944: Brazilia
- 1944: Jam Session
- 1948: Sitting Pretty
- 1955: Culpa Hombres
- 1956: Povestea lui Eddy Duchin
- 1965: Samba
- 1972: Inconfidenții
- 1976: Film tăcut
- 1980: Amintiri Stardust
- 1985: Brazilia, filmul
- 1998: Există ceva despre Mary
- 1999: A fi John Malkovich (trailer)
- 1999: Trei până la Tango
- 2000: Woman On Top
- 2002: Carandiru
- 2003: Something’s Gotta Give
- 2004: Aviatorul
- 2004: milioane
- 2006: Sicko
- 2007: Bee Movie (trailer)
- 2008: Wall-E (trailer)
- 2009: îmbarcare imediată
- 2009: Australia
- 2014: Mr. Peabody și Sherman
- 2017: Star Wars: Episodul VIII - Ultimul Jedi [3]

### Televiziune
- La mijlocul anilor 90: lanțul Alborghetti
- 1996: Dexter Lab (episodul: "Dimwit Dexter")
- 2000: Acuarela din Brazilia (tema deschiderii)
- 2002: The Simpsons (episodul: " Blame It on Lisa ")
- 2007: Opposing Lives (tema de deschidere)
- 2007: Eternal Magic (tema Rio de Janeiro)
- 2008: Eli Stone (tema deschiderii)
- 2013: Carusel